# Allan's Island
Allan's Island is een eiland van 1 km² in de Canadese provincie Newfoundland en Labrador. Het eiland ligt in de Saint Lawrencebaai voor de zuidkust van Newfoundland en maakt deel uit van de gemeente Lamaline. 

## Geografie
Allan's Island ligt 600 meter ten zuiden van het zuidelijkste gedeelte van Burin, een groot zuidelijk schiereiland van Newfoundland. Die afstand wordt overbrugd door een dijk met dicht bij Newfoundland een opening van zo'n 15 meter erin waarover een brug ligt.
Het eiland, waarvan de noordkust bewoond is door enkele tientallen mensen, maakt integraal deel uit van de gemeente Lamaline.

## Religie
Op Allan's Island is de rooms-katholieke Sint-Jozefkerk van Lamaline gevestigd. De anglicaanse kerk van Lamaline, de Sint-Mariakerk, is op het vasteland gevestigd.

## Galerij

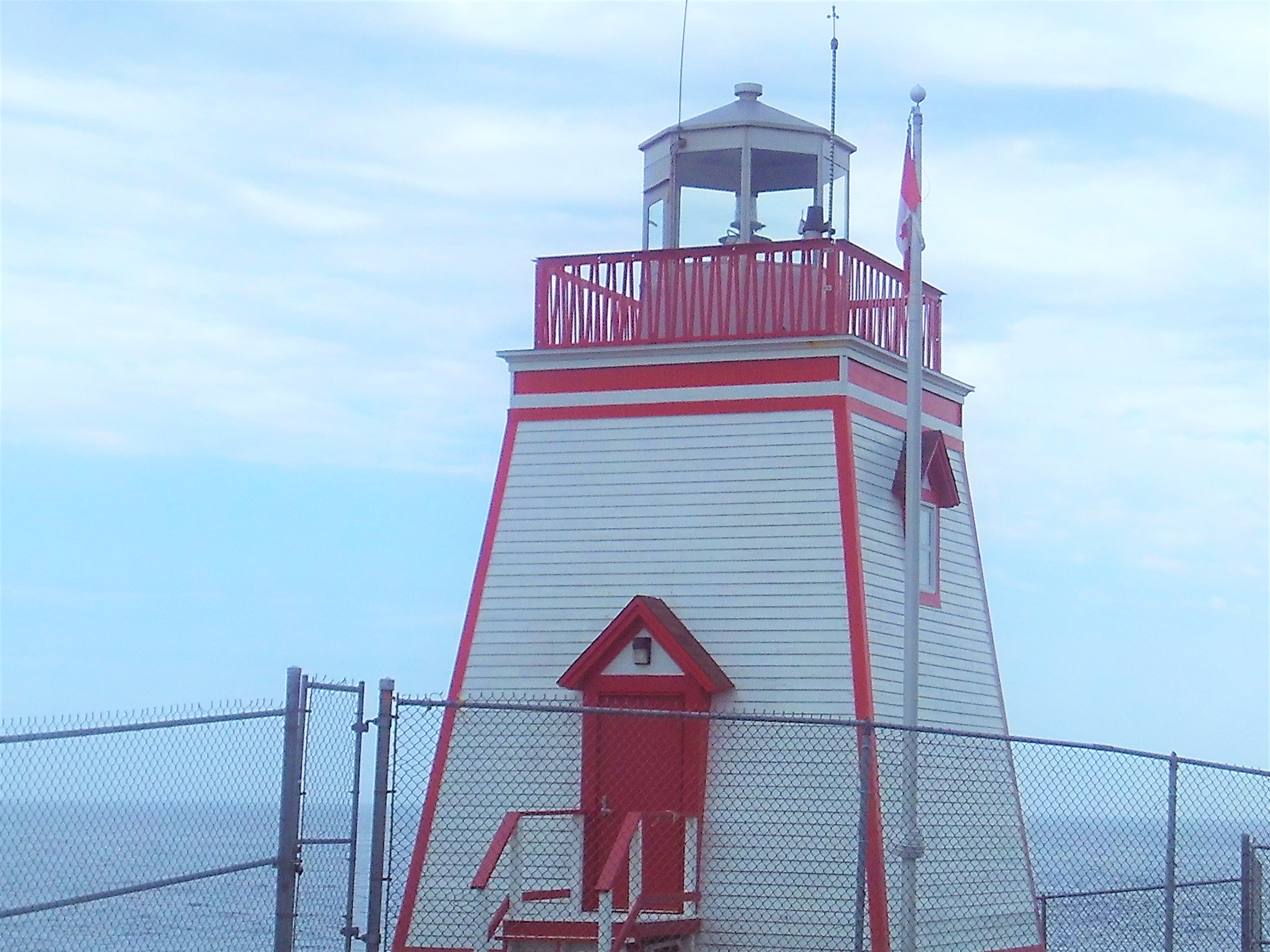
Vuurtoren van Allan's Island
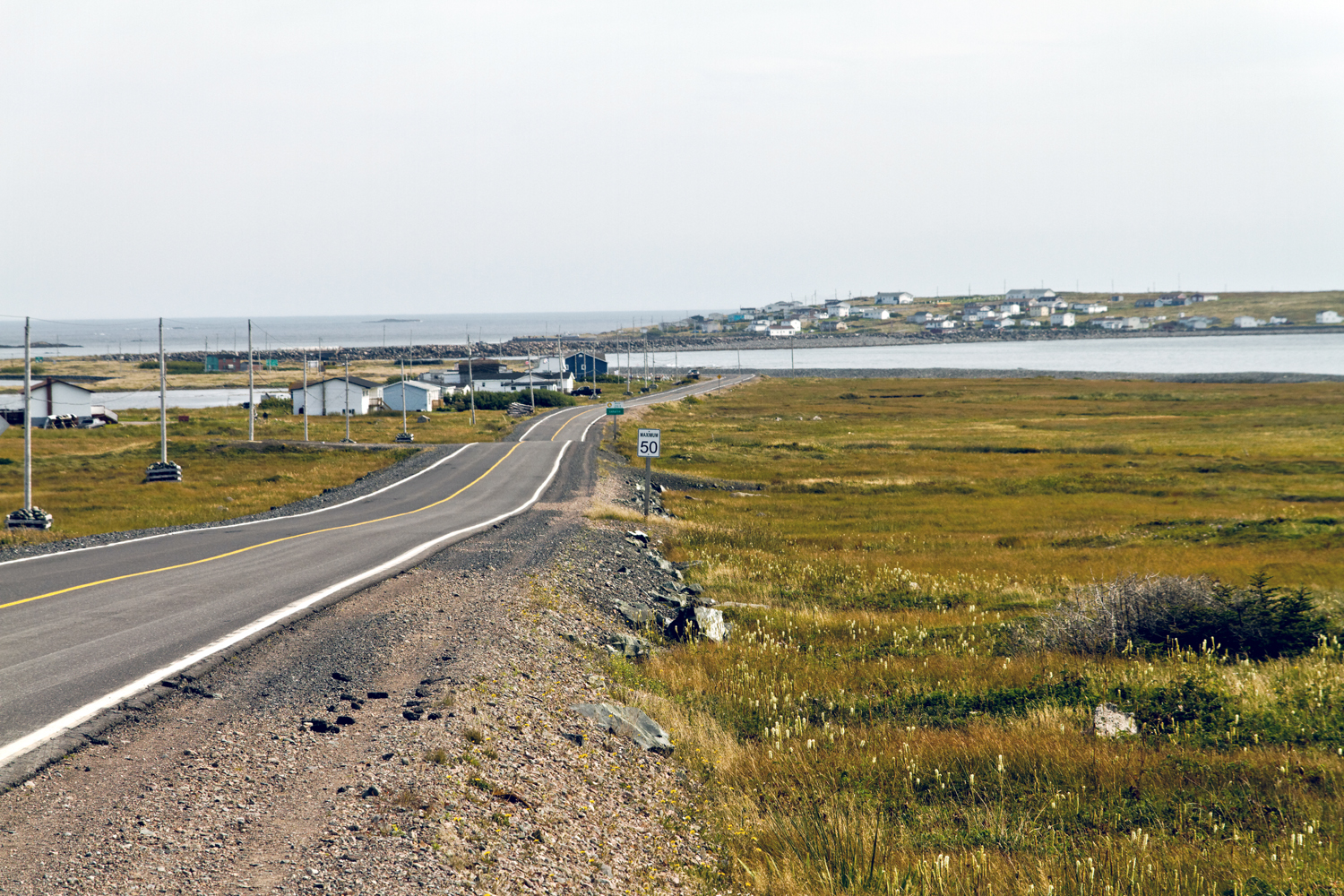
Zicht op Lamaline met Allan's Island en de verbindingsdijk in de achtergrond